# Sorothaptique
 (décembre 2022).
Si vous disposez d'ouvrages ou d'articles de référence ou si vous connaissez des sites web de qualité traitant du thème abordé ici, merci de compléter l'article en donnant les références utiles à sa vérifiabilité et en les liant à la section « Notes et références ».
Le terme « sorothaptique » est un néologisme basé sur le grec créé par Joan Coromines pour qualifier ce qui se rapporte à la culture des champs d'urnes (âge du bronze récent en Europe).

## Étymologie et utilisation
Les mots grecs « sôros », tas (amas, quantité, grand nombre), et « taphos », funérailles (tombeau, objets funéraires), sont à l’origine de « sorothaptique », adjectif qualifiant ce qui est relatif à un tas, un entassement, une accumulation d’objets funéraires, un grand nombre d’urnes cinéraires : les champs d'urnes.
Joan Coromines a créé ce terme pour caractériser la langue et la culture du « peuple des champs d’urnes », « Urnenfelder » en allemand, connue par l'archéologie pour son rituel de crémation des morts et d'inhumation de leurs cendres dans des urnes funéraires et supposée avoir diffusé une langue indo-européenne en Europe. Par extension, ce qualificatif s'applique à l'ensemble des influences indo-européennes de l'âge du bronze.